# Thyenula montana
Thyenula montana es una especie de araña saltarina del género Thyenula, familia Salticidae. Fue descrita científicamente por Wesołowska, Azarkina & Russell-Smith en 2014.
Habita en Lesoto.